# Canon EF-S 17-55 мм
Canon EF-S 17-55mm f/2.8 IS USM — зум-объектив для цифровых фотокамер Canon EOS с байонетом EF-S, предназначенный для цифровых зеркальных фотокамер с кроп-фактором 1,6. Объектив имеет эквивалентное фокусное расстояние 27—88 мм и постоянную диафрагму 2,8 на всём диапазоне фокусных расстояний.
В объективе применяются две линзы с ультранизкой дисперсией для уменьшения хроматических аберраций, что положительно влияет на качество изображения, сравнимое с профессиональной (маркировка L) серией объективов фирмы Canon. Также есть 2 асферических элемента для уменьшения сферических аберраций.
Встроенная трёхступенчатая система оптической стабилизации изображения вкупе с постоянной диафрагмой 2,8 позволят снимать на бо́льших выдержках, чем при использовании похожих объективов, выпускаемых Canon под байонет EF-S, но с большим минимальным числом диафрагмы. Быструю автофокусировку этому объективу обеспечивает ультразвуковой мотор (USM), причём конструкция объектива позволяет наводиться на фокус вручную, не переключаясь с автоматического режима фокусировки.
Минусами EF-S 17-55mm f/2.8 IS USM являются: только высокая стоимость и немного уменьшенная контрастность изображения, по сравнению с L- объективами. (что легко правится в редакторе)
Из плюсов: единственный качественный зум-объектив для кропнутых зеркалок с диафрагмой 2,8, хорошая резкость по всему кадру на всех диафрагмах, начиная с 2,8.
Canon EF-S 17-55mm f/2.8 IS USM совместим с алгоритмом вспышки E-TTL II.

## Сравнение с похожими объективами
- Canon EF-S 18-55mm f/3.5-5.6 IS:

Качество сборки среднее, диапазон фокусных расстояний практически совпадает с EF-S 17-55 mm f/2.8 IS USM (18-55 мм против 17-55 мм). Это наиболее дешёвый штатный зум Canon, его низкая цена, габариты и вес делает его весьма привлекательным по сравнению с EF-S 17-55 mm f/2.8 IS USM и EF-S 17-85 мм f/4-5.6 IS USM. Оптические характеристики и скорость фокусировки 18-55 mm IS заметно уступают 17-55 mm f/2.8 IS USM:
- Canon EF-S 17-85 мм f/4-5.6 IS USM:

Качество сборки хорошее, диапазон фокусных расстояний больше, быстрый автофокус. Оптические характеристики 17-85 mm f/4-5.6 IS USM уступают 17-55 mm f/2.8 IS USM.

### Спецификации
- Canon EF-S 17-55 мм f/2.8 IS USM на английском сайте Canon

### Обзоры
EF-S 17-55mm f/2.8 IS USM
- photozone.de (англ.)
- radojuva.com.ua (рус.)